# Akavet
Akavet (Imbarazzante) è una serie televisiva del 2020, diretta da Jakob Bitsch e Marie Limkilde, andata in onda sulla rete televisiva danese DR-Ultra dal 31 gennaio 2020.

## Trama

### Prima stagione
La timida Alma e l'insicuro Ask sono gemelli, ed entrambi hanno diversi problemi legati all'adolescenza. Nella loro classe, a scuola, ci sono anche la migliore amica di lei, Tone, e un amico di lui, Elias. Mentre Tone, apparentemente piuttosto emancipata, sviluppa un rapporto amoroso con la compagna Sif, di una classe superiore, Elias è noto nell'ambiente per essere un impenitente maschilista, che si vanta in lungo ed in largo di aver avuto rapporti, peraltro totalmente immaginari, con diverse ragazze (in particolare, con la "ragazza del lago di Garda", che avrebbe incontrato durante le sue ultime vacanze).
Proprio mentre la relazione di Tone e Sif giunge al termine (poiché Tone non se la sente di far sesso con la compagna, cfr. ep. 18) - ragion per cui Tone attraversa un periodo negativo, nel quale perde fiducia nei rapporti amorosi - Alma ed Elias inaspettatamente si mettono insieme, con gran disappunto di Ask, ma in fondo anche di Tone, che ha sempre reputato - come tutti, del resto - Elias essere, nonostante, anzi proprio a causa delle sue esagerate esternazioni, nient'altro che un povero sfigato. Inoltre Tone si sente abbandonata dall'amica proprio nel momento in cui ne avrebbe maggior bisogno.
Alma e Elias approfondiscono comunque il loro rapporto, che intendono, pur con tentennamenti, portare avanti fino a provare il "passo successivo", ovvero il sesso.

### Seconda stagione
Vacanze estive. Ollie, un nuovo ragazzo, entra a far parte della compagnia , e diventa particolarmente amico di Tone, che ne viene a conoscere le difficoltà famigliari. Tone, a sua volta, ha dei motivi di contrasto con il padre, che tuttavia, alla fine, saprà consigliarla saggiamente.
Gran parte dell'azione si incentra attorno ad una grande festa di compleanno, nel corso della quale Elias ha intenzione di approfondire l'intesa sessuale con la fidanzata Alma. La festa, pur ripetuta due volte, si rivela in realtà, da questo punto di vista, un fallimento, e, ad un certo punto, viene pure interrotta dalla polizia. Alma ed Elias alla fine riescono a conoscersi più intimamente.
Alla fine delle vacanze estive i protagonisti si ritrovano assieme e riflettono sui recenti avvenimenti.